# سوزانا كامبوس (ممثلة)
سوازنا كامبوس (بالإسبانية: Susana Campos)‏ هي ممثلة أرجنتينية، ولدت في 31 أغسطس 1934 في الأرجنتين، وتوفيت بنفس المكان في 16 أكتوبر 2004.

## وصلات خارجية
- سوازنا كامبوس على موقع IMDb (الإنجليزية)
- سوازنا كامبوس على موقع ألو سيني (الفرنسية)
- سوازنا كامبوس على موقع أول موفي (الإنجليزية)
- سوازنا كامبوس على موقع قاعدة بيانات الفيلم (الإنجليزية)
- سوازنا كامبوس على موقع كينوبويسك (الروسية)